# Codice 51
Codice 51 (The 51st State) è un film statunitense del 2001 diretto da Ronny Yu.

## Trama
Elmo ha inventato una droga potentissima usando esclusivamente sostanze legali. Contattato da The Lizard, un famigerato signore della droga, decide di non vendergli la formula. The Lizard gli mette alle costole l'affascinante Dakota ingaggiata per ucciderlo e recuperare la formula segreta. Ma Dakota è anche la ex amante di Felix, il socio di Elmo. E l'affare si complica.